# Complejo Monumental Alto de la Alianza
El complejo monumental del Alto de la Alianza es una edificación conmemorativa erigida en 1979 para solemnizar el centenario de la batalla del Alto de la Alianza, sucedida el 26 de mayo de 1880 en el contexto de la invasión chilena de Tacna durante la Guerra del Pacífico. Se halla sobre el cerro Intiorco en el distrito de Alto de la Alianza, a unos 8 km de la ciudad de Tacna, en el Sur del Perú.

## Descripción
Se halla en la meseta del cerro Intiorco, rodeada del desierto costero y siemprevivas. El lugar alberga un monumento en homenaje a los combatientes de la batalla, el mismo puede resumirse como una expresión arquitectónica - escultora. El arco que genera el juego de volúmenes orientado en el eje este - oeste, simboliza la alianza de los ejércitos de Perú y Bolivia; y sus elementos o bloques representan los diferentes batallones o contingentes que provinieron de ambos países.
El volumen de piedras refleja la dirección del ataque enemigo y simboliza la fuerza que esta ejerció. La curva, generada por los volúmenes en oposición al sentido de las piedras, simboliza la batalla y la sucesión de placas más altas apuntando al sur, expresa la resistencia de la ciudad de Tacna.

## Complejo Monumental Alto de la Alianza
En 1979, la dictadura militar presidido por Francisco Morales Bermúdez determinó la construcción de un gran conjunto monumental, situado en la planicie al noreste del cerro Intiorko; el proyecto y la construcción del monumento estuvieron bajo la dirección del Arq. Enrique Vargas Giles y del Ing. Jorge Espinoza Cáceres respectivamente y por la parte escultórica fue asumida por Holger Carpio Deztre.

### Monumento
Representa la historia en el largo proceso de ocupación, que se inicia el 26 de mayo de 1880, con la derrota de las fuerzas aliadas en la batalla del campo de la alianza, representada por enormes piedras a manera de derrumbe, que dan inicio al conjunto monumental, y es continuada con un conjunto de 8 obeliscos blancos, que representan la actitud firme y erguida de diferentes actores de Tacna y Arica en los casi 50 años de la ocupación chilena, con inclinación hacia el sur que representa una actitud dinámica, altiva y manifiesta del espíritu desafiante a las fuerzas de ocupación, así como reflejar sentimientos de añoranza y esperanza.
 El último obelisco es el más alto y esbelto, inclinado siempre al sur, simbolizando la victoria de la peruanidad con la reincorporación de Tacna y un resurgimiento fuerte y seguro. Por su parte acompañan un conjunto escultórico para darle una lectura más legible y que complementara el simbolismo arquitectónico.

#### Esculturas
Acompañan al monumento ocho esculturas de acero inoxidable creadas por el artista Holguer Caprio Dextre, con la finalidad de resistir al ambiente de la zona, y como técnica moderna que ha permitido avances y alardes escultóricos. El conjunto resume acciones y actitudes de la historia de la ciudad de Tacna, el heroísmo, el resurgimiento y la proyección al futuro.
| Escultura                 | Significado |
| ------------------------- | --- |
| El despertar de la Patria | La primera escultura está representada por una figura que se encuentra incorporándose, evoca la gesta emancipadora de Francisco Antonio de Zela en 1811 y representa la reacción popular para defender la integridad territorial ante la agresión |
| La herencia del heroísmo  | La segunda escultura muestra a la madre enseñando a su hijo la tradición heroica, así como la entrega que hizo el pueblo; de sus escasos recursos y la vida de sus hijos.                                                                         |
| La decisión del Honor     | Muestra dos soldados empuñando un arma, representa la alianza peruano-boliviana en defensa de la soberanía contra el ejército enemigo. |
| La Inmolación             | Simboliza la tragedia de la batalla y el sacrificio de los defensores ante el despliegue de medios del enemigo. |
| Indómito pueblo de Arica  | Simboliza la parte doliente del cautiverio de Arica. |
| Indómito pueblo de Tacna  | Simboliza la parte doliente del cautiverio de Tacna. |
| El retorno a la Patria    | La séptima escultura es una efigie que se yergue en actitud estoica que representa la reincorporación de Tacna al Perú. |
| La Patria                 | Corona el Conjunto Monumental y simboliza la acogida de Tacna en su retorno a la patria. |

### Campo Santo
En los campos aledaños se encuentran cruces medianas que representan a las unidades de guerra aliadas que combatieron en estas pampas, y éstas agrupan a otras cruces más pequeñas que representan a los héroes caídos en defensa del país. En total son 700 cruces blancas.

### Gran Cruz de Mármol
En el camposanto se erige una gran cruz de mármol, donde se lee un mensaje creado por los historiadores tacneños Jorge Basadre Grohmann y José Jiménez Borja en homenaje a los combatientes de la Batalla del Alto de la Alianza (26-05-1880) y la Batalla de Arica (07-06-1880). 

En dicha cruz describe:

"A los que cayeron defendiendo la libertad de Tacna y Arica, en las batallas de mayo y junio de 1880, tributamos homenaje con esta cruz llena de pensamiento rendido a su memoria. Eran hombres fuertes, para quienes la vida no valía nada en la indignidad y la esclavitud. Habitan la pacífica y riente extensión de los valles, amaban a todos los hombres y no ansiaban la riqueza del extraño.
 Pero cuando la agresión injusta amenazó la integridad de su derecho, se irguieron para formar una barrera con sus cuerpos, a la puerta de sus ciudades queridas. El enemigo avasallo esta barrera solo cuando toda su sangre, como una llama abatida, corrió cubriendo las arenas del combate.
 En el momento en que se acerca la reparación de la justicia, que ellos defendieron, su recuerdo se levanta como una estrella rútila para presidir la marcha triunfadora de los estandartes."
Drs. Jorge Basadre G. José Jiménez Borja

### Museo de Sitio
El Museo de Sitio del Campo de la Alianza es un museo bélico situado debajo del monumento Alto de la Alianza, fue inaugurado el 26 de mayo de 1982.

## Actualidad
La conmemoración de la Batalla del Alto de la Alianza cada año, permite la realización de distintas actividades y ceremonias conmemorativas, patrióticas y culturales; por ello el Complejo Monumental suele ser muy visitado por autoridades, delegaciones, instituciones, así como turistas nacionales y extranjeros alrededor de las fechas cercanas al 26 de mayo. Se declara cada 26 de mayo como día no laborable en la ciudad de Tacna en homenaje a los defensores de dicha batalla.
El Instituto Nacional de Cultura del Perú mediante Resolución Directoral Nacional N° 1663/INC, declara zona histórica integrante del Patrimonio Cultural de la Nación al escenario de la Batalla del Alto de la Alianza del distrito de Tacna, el 11 de noviembre del 2008.
El 26 de mayo del 2017, reconocen como Sitio Histórico de Batalla a la ya declarada Zona Histórica integrante del Patrimonio Cultural de la Nación al escenario de la Batalla del Alto de la Alianza, mediante la Resolución Ministerial N° 495-2017-MC emitido por el Ministerio de Cultura del Perú.
El 24 de mayo de 2018 el Ministerio de Cultura, delimito el escenario de dicha Batalla del Alto de la Alianza, bajo la Resolución Viceministerial  N° 070-2018-VMPCIC-MC. Para el 8 de mayo de 2019 la Dirección Desconcentrada de Cultura de Tacna realizó la inauguración de los hitos y muros delimitando el Sitio Histórico de Batalla.

## Galería

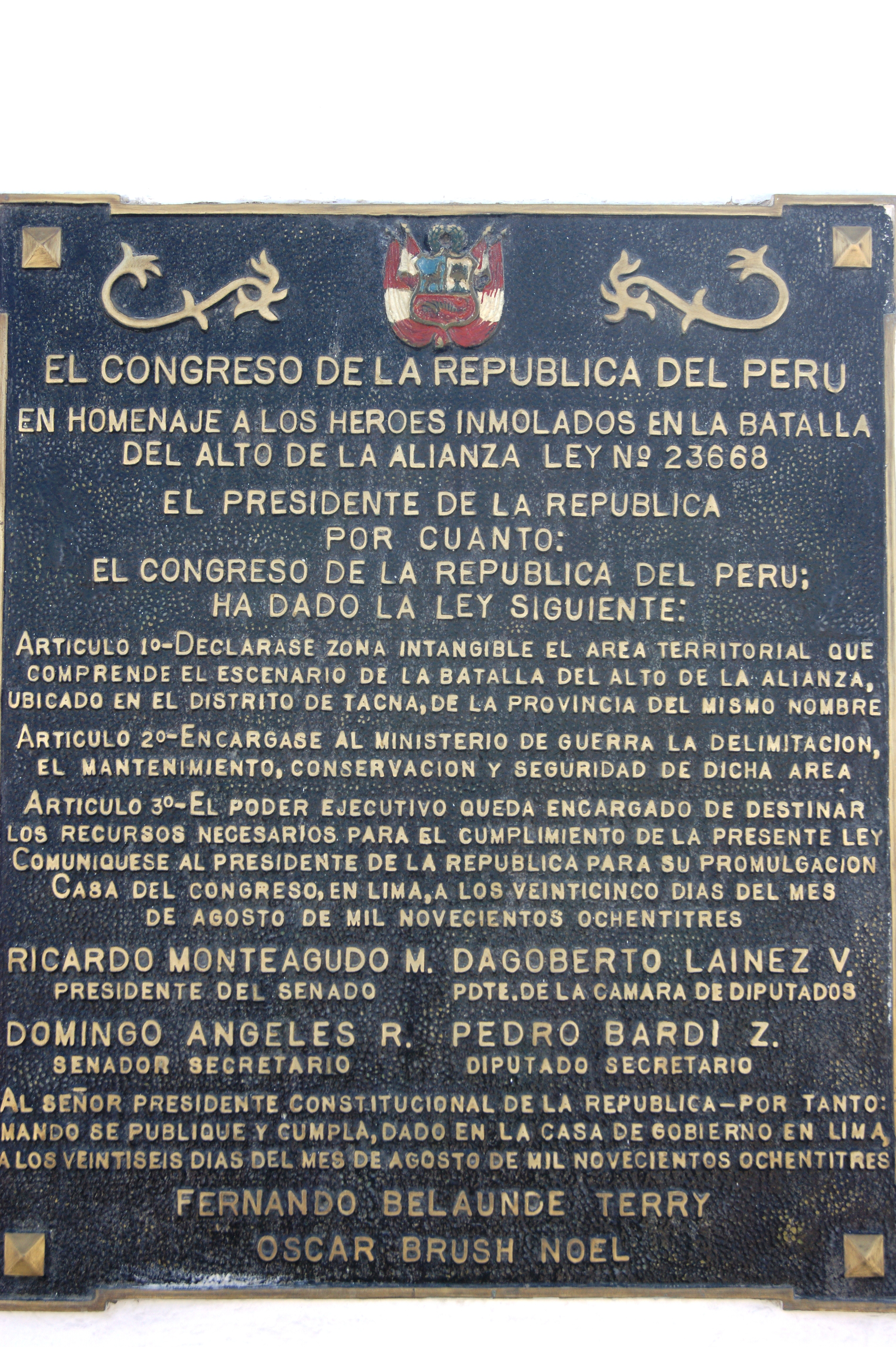
Placa Inaugural del Complejo Monumental Alto de la Alianza.
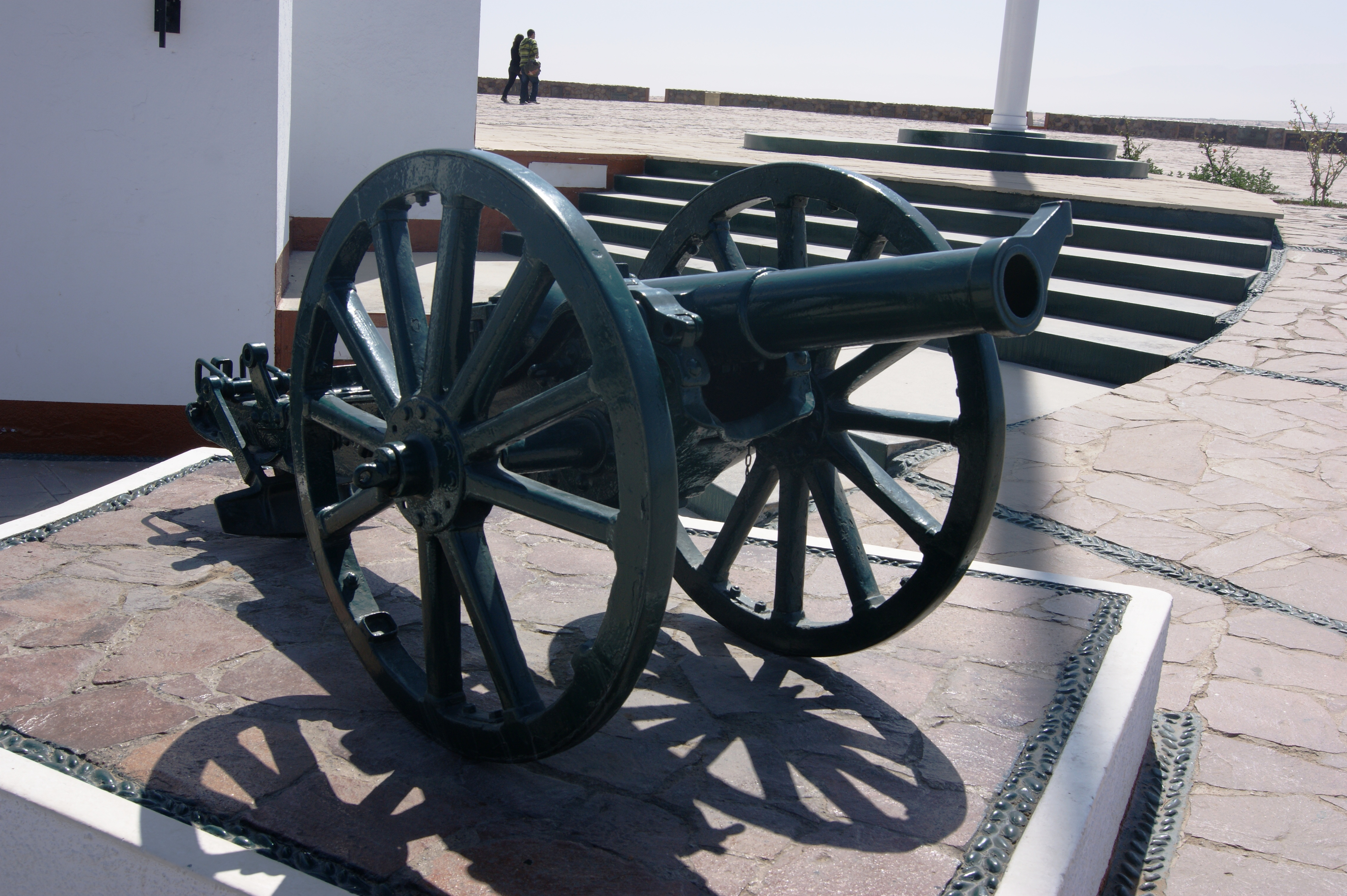
Cañón situado a las afueras del Museo de Sitio Alto de la Alianza.
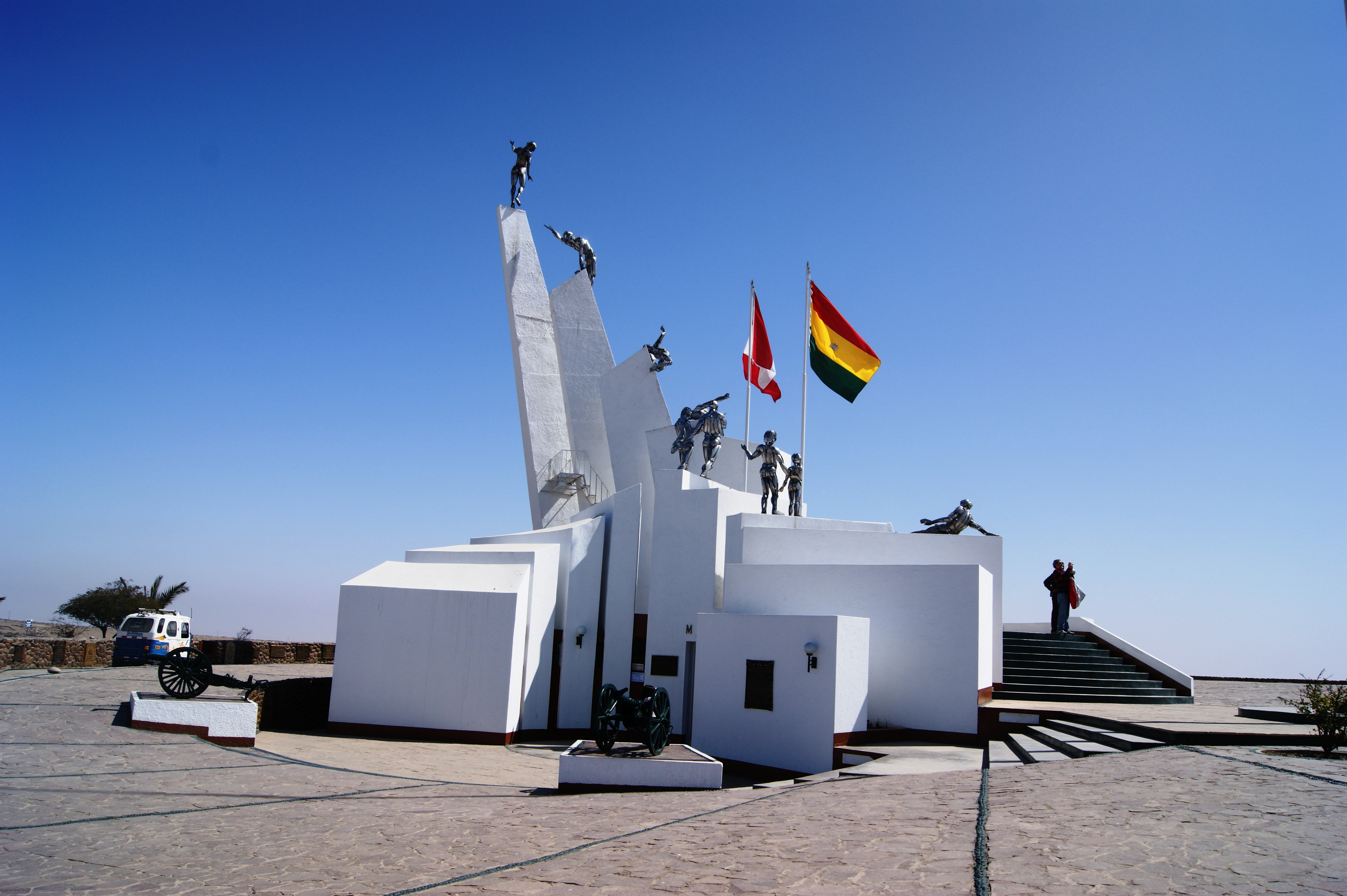
Parte trasera del Complejo Monumental, entrada al Museo de Sitio.
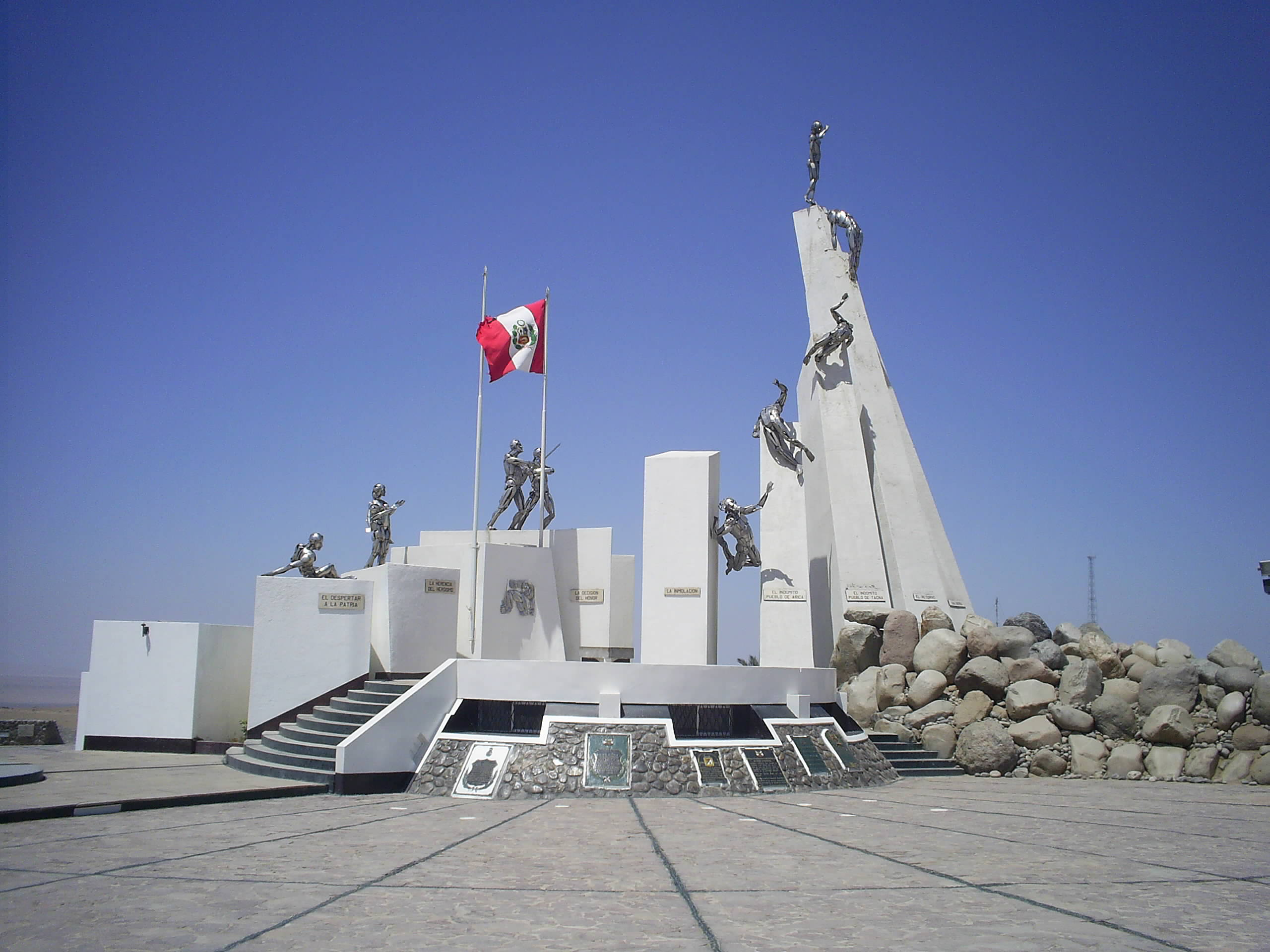
Complejo Monumental Alto de la Alianza.
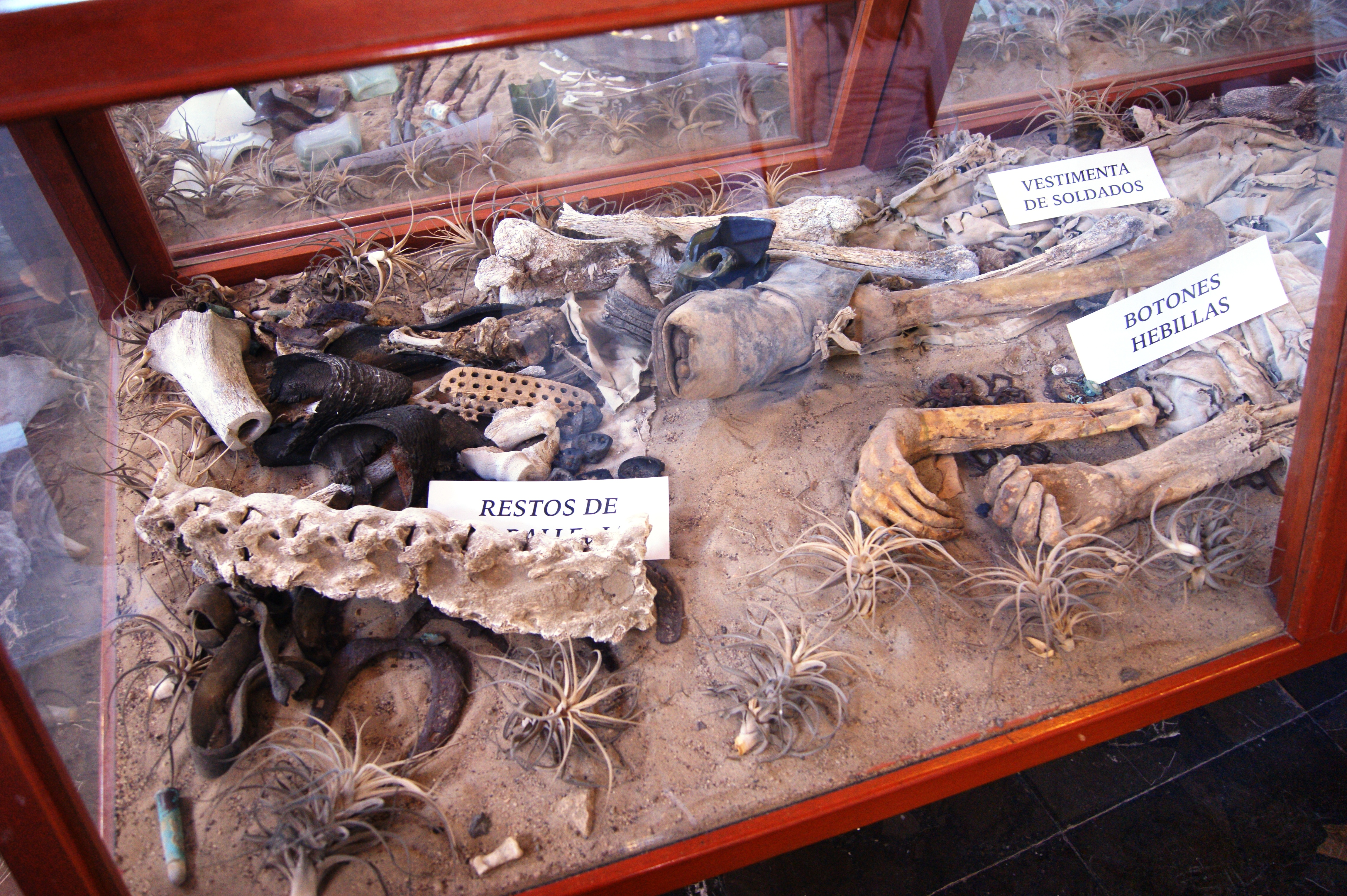
Restos óseos en el Museo de Sitio Alto de la Alianza.